# Oneworld Publications
Oneworld Publications est une firme britannique indépendante d’édition, fondée en 1986 par Novin Doostdar et Juliette Mabey, qui à l'origine publiait de la non-fiction pour les marchés généraux et universitaires.

## Description
Basée à Londres, elle publie un large éventail de sujets, y compris l'histoire, la politique, l'actualité, la science populaire, la religion, la philosophie et la psychologie, ainsi que de la fiction littéraire, haut de gamme, des polars et des titres pour enfants. 
Parmi les écrivains sur sa liste : Marlon James (romancier), Richard Adams, Sean M. Carroll, David McRaney, Jared Diamond, Ivor Crewe, Anthony King, Johan Norberg , Ilan Pappe, Mary Roach, Adam Frank, Peter Grotte, Jean Sasson, William Poundstone, John Hick, Hans Küng, Helen Fisher, Vali Nasr, Richard Foltz, Kevin Bales, Bill McKibben, Keith Ward, Farid Esack, Amina Wadud, John Gribbin, Lise Eliot, Daniel Siegel, Susan Blackmore, Barbara Fredrickson, Chris Geiger, Atticus Anglais, Peter Matthiessen, Amit Chaudhuri, Kamel Daoud, Caryl Phillips, Ros Salon De Coiffure, Jane Urquhart, Soleil-mi Hwang, Margaret Mazzantini, Amit Majmudar, Yvvette Edwards, Joseph Boyden, et Deborah Kay Davies,.